# George G. Sumner
George G. Sumner (* 14. Januar 1841 in Hebron, Connecticut; † 20. September 1906 in Hartford, Connecticut) war ein US-amerikanischer Politiker. Zwischen 1883 und 1885 war er Vizegouverneur des Bundesstaates Connecticut.

## Werdegang
George Sumner wuchs in Bolton im Tolland County auf und zog dann nach Hartford. Nach einem Jurastudium und seiner 1864 erfolgten Zulassung als Rechtsanwalt begann er in diesem Beruf zu arbeiten. Gleichzeitig schlug er als Mitglied der Demokratischen Partei eine politische Laufbahn ein. Im Jahr 1867 saß er als Abgeordneter im Repräsentantenhaus von Connecticut. Zwischen 1878 und 1880 war er Bürgermeister von Hartford. Dabei schlug er bei der Wahl im Jahr 1878 den späteren Gouverneur und US-Senator Morgan Bulkeley.
1882 wurde Sumner an der Seite von Thomas M. Waller zum Vizegouverneur von Connecticut gewählt. Dieses Amt bekleidete er zwischen 1883 und 1885. Dabei war er Stellvertreter des Gouverneurs und Vorsitzender des Staatssenats. In den Jahren 1887 und 1888 war Sumner Staatssenator. Er starb am 20. September 1906 in einem Krankenhaus in Hartford. Mit seiner Frau Julia Ella Gallup hatte er zwei Kinder.